# Kawasaki Frontale
Kawasaki Frontale (川崎フロンターレ Kawasaki Furontāre) là một câu lạc bộ bóng đá của J1 League. Đội bóng có trụ sở tại Kawasaki, Kanagawa, phía nam của Tokyo. Sân nhà là Sân vận động Kawasaki Todoroki, ở phường Nakahara, trung tâm Kawasaki.

## Lịch sử
Thành lập năm 1955 với tên gọi Câu lạc bộ bóng đá Fujitsu. Câu lạc bộ là một trong nhiều câu lạc bộ của thành phố tham dự Japan Soccer League, bao gồm Yomiuri (sau là Tokyo Verdy 1969), Toshiba (sau là Consadole Sapporo) và NKK SC (hiện đã giải thể). Họ thi đấu mùa JSL Hạng Nhất đầu tiên năm 1977, và xuống hạng ngay trong mùa giải sau đó và cũng không thể trở lại giải đấu cao nhất cho tới tận năm 2000, khi mà lần đầu họ lên hạng J1.
Câu lạc bộ là đội tham dự trong cả ba lần thay tên của giải đấu hạng Hai Nhật Bản: JSL Hạng Hai (1972), Japan Football League Hạng 1 (1992) và J. League Hạng 2 (1999).

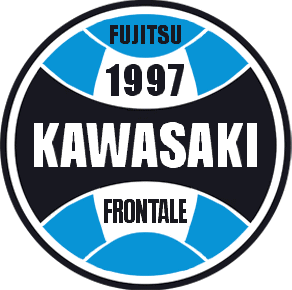
Old Crest

Câu lạc bộ của Fujitsu lên chuyên nghiệp năm 1997, và đổi tên thành – "Frontale" có nghĩa là "phía trước" trong tiếng Ý. Biểu trưng và màu áo cũ của câu lạc bộ dựa theo câu lạc bộ của Brazil Grêmio, bởi vì cả hai bắt đầu hợp tác từ 26 tháng 3 năm 1997. Câu lạc bộ tham dự giải hạng hai của J. League năm 1999, và trở thành nhà vô địch của hạng đấu. Nhưng trong mùa kế tiếp, họ xếp cuối giải hạng nhất và lại xuống hạng. Năm 2004, họ vô địch J2 và giành quyền lên J1 lần thứ hai. Với việc những câu lạc bộ đối thủ cũ của thành phố rời đi hoặc giải thể, Frontale bắt đầu xây dựng sức mạnh trong thành phố.
Năm 2006 họ giành vị trí á quân tại J1, vị trí cao nhất tính đến hiện tại. Năm 2007, câu lạc bộ tham dự AFC Champions League, trở thành câu lạc bộ Nhật Bản đầu tiên vượt qua vòng bảng, trước cả Urawa Red Diamonds. Nhưng Kawasaki đã để thua trong trận tứ kết, trước đại diện của Iran Sepahan, trên chấm luân lưu.
Kawasaki ngày càng vững vàng, họ đóng góp cầu thủ cho Đội tuyển bóng đá quốc gia Nhật Bản. Đầu tiên là trung vệ Yoshinobu Minowa vào năm 2005. Sau FIFA World Cup 2006, tiền vệ Kengo Nakamura và tiền đạo Kazuki Ganaha trở thành những cầu thủ quốc tế mới, đặc biệt là Kengo Nakamura có chỗ đứng trong cả đội tuyển lẫn câu lạc bộ. Tiếp đến là thủ môn Eiji Kawashima có trận ra mắt tại Giải vô địch bóng đá Đông Á 2008, nhưng đã để loạt lưới bởi đồng nghiệp tại J. League, Chong Tese, người thi đấu cho Đội tuyển bóng đá quốc gia CHDCND Triều Tiên. Tháng Năm, Shuhei Terada cũng được gọi vào ĐT Nhật Bản

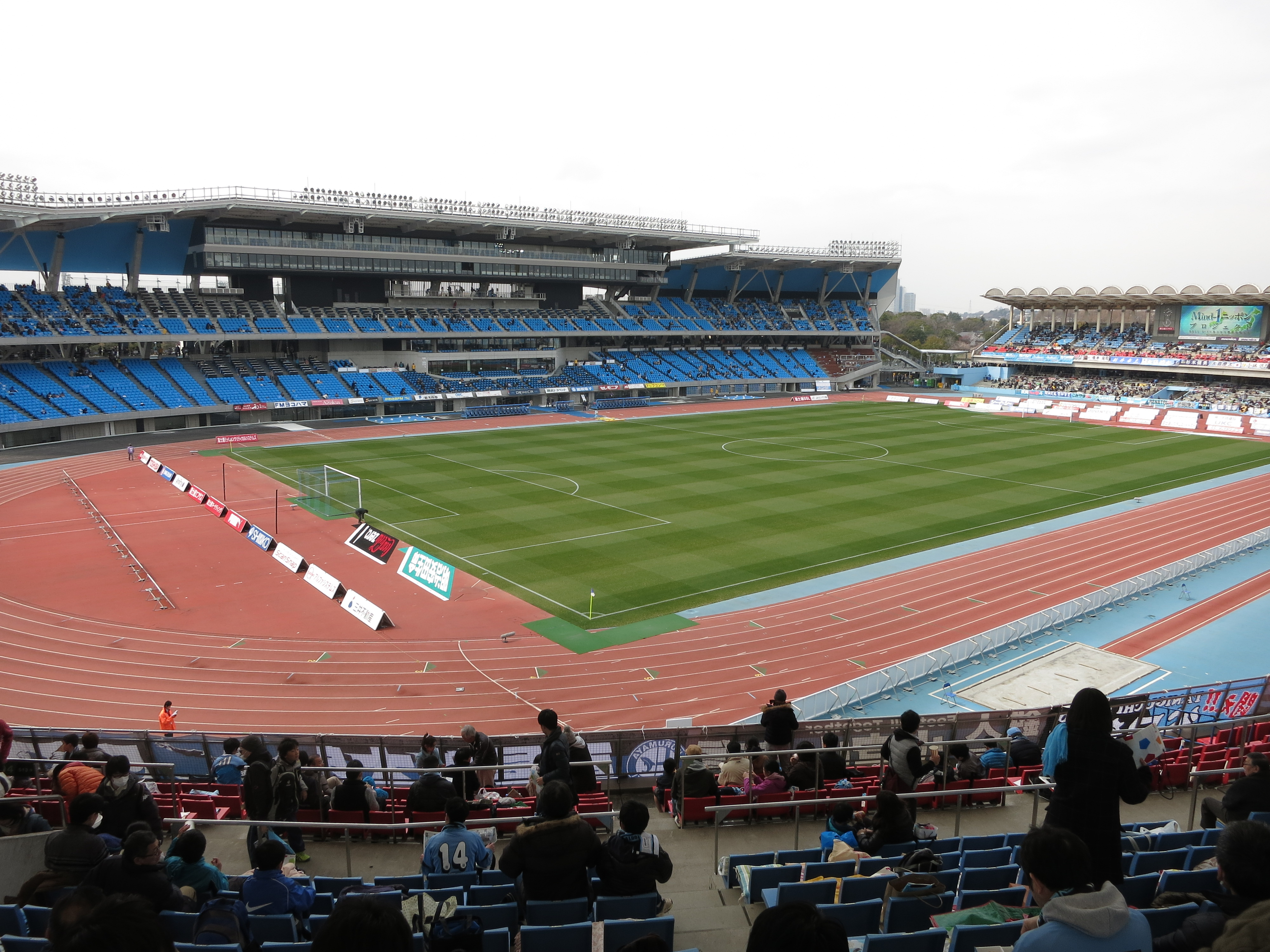
Sân vận động Kawasaki Todoroki

## Cầu thủ

### Đội hình hiện tại
Tính đến 15 tháng 1 năm 2022
Ghi chú: Quốc kỳ chỉ đội tuyển quốc gia được xác định rõ trong điều lệ tư cách FIFA. Các cầu thủ có thể giữ hơn một quốc tịch ngoài FIFA.
| Số | VT | Quốc gia | Cầu thủ                   |
| -- | -- | -------- | ------------------------- |
| 1  | TM | Hàn Quốc | Jung Sung-ryong           |
| 2  | HV | Nhật Bản | Kyohei Noborizato         |
| 3  | TV | Nhật Bản | Koki Tsukagawa            |
| 4  | HV | Brasil   | Jesiel                    |
| 5  | HV | Nhật Bản | Shogo Taniguchi (captain) |
| 6  | TV | Brasil   | João Schmidt              |
| 7  | HV | Nhật Bản | Shintaro Kurumaya         |
| 8  | TV | Nhật Bản | Kento Tachibanada         |
| 9  | TĐ | Brasil   | Leandro Damião            |
| 10 | TV | Nhật Bản | Ryota Oshima              |
| 11 | TĐ | Nhật Bản | Yu Kobayashi              |
| 13 | HV | Nhật Bản | Miki Yamane               |
| 14 | TV | Nhật Bản | Yasuto Wakizaka           |
| 15 | HV | Nhật Bản | Asahi Sasaki              |
| 16 | TV | Nhật Bản | Tatsuki Seko              |

| Số | VT | Quốc gia | Cầu thủ              |
| -- | -- | -------- | -------------------- |
| 17 | TV | Nhật Bản | Kazuki Kozuka        |
| 18 | TV | Thái Lan | Chanathip Songkrasin |
| 19 | TĐ | Nhật Bản | Daiya Tono           |
| 20 | TĐ | Nhật Bản | Kei Chinen           |
| 21 | TM | Nhật Bản | Shunsuke Ando        |
| 22 | TM | Nhật Bản | Yuki Hayasaka        |
| 23 | TĐ | Brasil   | Marcinho             |
| 24 | TĐ | Nhật Bản | Ten Miyagi           |
| 25 | TV | Nhật Bản | Renji Matsui         |
| 26 | TĐ | Nhật Bản | Takatora Einaga      |
| 27 | TM | Nhật Bản | Kenta Tanno          |
| 28 | TĐ | Nhật Bản | Taiyo Igarashi       |
| 30 | HV | Nhật Bản | Shuto Tanabe         |
| 31 | TV | Nhật Bản | Kazuya Yamamura      |
| 41 | TV | Nhật Bản | Akihiro Ienaga       |

### Cho mượn
Ghi chú: Quốc kỳ chỉ đội tuyển quốc gia được xác định rõ trong điều lệ tư cách FIFA. Các cầu thủ có thể giữ hơn một quốc tịch ngoài FIFA.
| Số | VT | Quốc gia | Cầu thủ                         |
| -- | -- | -------- | ------------------------------- |
| —  | HV | Brasil   | Maguinho (tại Yokohama FC)      |
| —  | HV | Nhật Bản | Zain Issaka (tại Yokohama FC)   |
| —  | HV | Nhật Bản | Kaito Kamiya (tại Fujieda MYFC) |

| Số | VT | Quốc gia | Cầu thủ                            |
| -- | -- | -------- | ---------------------------------- |
| —  | TV | Nhật Bản | Koki Harada (tại Nagano Parceiro)  |
| —  | TV | Nhật Bản | Ao Tanaka (tại Fortuna Düsseldorf) |
| —  | TĐ | Nhật Bản | Taisei Miyashiro (tại Sagan Tosu)  |

### Cầu thủ quốc tế
| Nhật Bản - Asano Tetsuya - Ganaha Kazuki - Inamoto Junichi - Iwamoto Teruo - Kawashima Eiji - Kikuchi Shinkichi - Minowa Yoshinobu - Moriyama Yasuyuki - Nakamura Kengo - Okubo Yoshito - Soma Naoki - Suzuki Takayuki - Terada Shuhei - Yamase Koji |  | AFC/OFC/CAF - Lỗ Hồng Tường - Thẩm Tường Phúc - Jong Tae-Se - Emerson - Momodu Mutairu |  | CONMEBOL - Alan Pinheiro - Alex - Augusto - Betinho - Daniel Rossi - Dinga - Edmilson - Francismar - Hulk - Isidoro - Jeci - Juninho - Magnum - Marcos - Marcus - Marlon - Marninho - Mazinho Oliveira - Patric - Paulinho - Renatinho - Rene Santos - Ricardo - Robert - Robson - Scheidt - Tinga - Tuto - Valdney - Vitor Júnior - Guido Alvarenga |  | CONCACAF - Jorge Dely Valdés |  |  |

### Cầu thủ từng dự World Cup
World Cup 2010
- Inamoto Junichi
- Kawashima Eiji
- Nakamura Kengo
- Jong Tae-Se

World Cup 2014
- Okubo Yoshito

## Huấn luyện viên trưưởng (1997–)
| HLV               | Quốc tịch | Gia đoạn                                       |
| ----------------- | --------- | ---------------------------------------------- |
| Kazuo Saito       | Nhật Bản  | 1997 (từ chức giữa mùa)                        |
| Jose              | Brasil    | 1997 (tới cuối mùa)                            |
| Beto              | Brasil    | 1998–99 (từ chức giữa mùa)                     |
| Ikuo Matsumoto    | Nhật Bản  | 1999 (tới cuối mùa)                            |
| Zeca              | Brasil    | 2000 (từ chức giữa mùa)                        |
| Toshiaki Imai     | Nhật Bản  | 2000 (sau Zeca, từ chức)                       |
| Hiroshi Kobayashi | Nhật Bản  | 2000 (tới cuối mùa)                            |
| Yoshiharu Horii   | Nhật Bản  | 1/1/2001 – 30/6/2001 (từ chức giữa mùa)        |
| Nobuhiro Ishizaki | Nhật Bản  | 1/7/2001 – 31/12/2003 (sau Horii)              |
| Takashi Sekizuka  | Nhật Bản  | 1/1/2004 – 30/4/2008 (từ chức giữa mùa, bị ốm) |
| Tsutomu Takahata  | Nhật Bản  | 1/5/2008 – 31/12/2008 (tới cuối mùa)           |
| Takashi Sekizuka  | Nhật Bản  | 1/1/2009 – 31/12/2009 (trở lại)                |
| Tsutomu Takahata  | Nhật Bản  | 1/1/2010 – 31/12/2010 (trở lại)                |
| Naoki Soma        | Nhật Bản  | 1/1/2011 – 11/4/2012 (sa thải giữa mùa)        |
| Tatsuya Mochizuki | Nhật Bản  | 12/4/2012 – 22/4/2012 (tạm quyền)              |
| Yahiro Kazama     | Nhật Bản  | 23/4/2012 – 31/12/2016                         |
| Toru Oniki        | Nhật Bản  | 1/2/2017 – nay                                 |

## Danh hiệu
Với tên gọi Kawasaki Frontale (1997–nay)
- J1 League
  - Vô địch (4): 2017, 2018, 2020, 2021
- Emperor's Cup
  - Vô địch (1): 2020
- J.League Cup
  - Vô địch (1): 2019
- Japanese Super Cup
  - Vô địch (2): 2019, 2021
- J2 League
  - Vô địch (2): 1999, 2004

Với tên gọi Fujitsu SC (1955–1996)
- JSL Division 2
  - Vô địch (1): 1976
- Kanto Soccer League
  - Vô địch (1): 1968

## Lịch sử thi đấu
- Kanto Football League: 1967–71 (Fujitsu)
- Hạng 2 (Japan Soccer League Div. 2): 1972–76 (Fujitsu)
- Hạng 1 (JSL Div. 1): 1977–78
- Hạng 2 (JSL Div. 2): 1979–91
- Hạng 2 (Japan Football League (cũ) Hạng 1): 1992–98 (Fujitsu: 1992–95; Fujitsu Kawasaki: 1996; Kawasaki Frontale: 1997–98)
- Hạng 2 (J. League Div.2): 1999
- Hạng 1 (J. League Div.1): 2000
- Hạng 2 (J. League Div.2): 2001–04
- Hạng 1 (J. League Div.1): 2005–

## Đối thủ
Trận đấu của Frontale với đối thủ FC Tokyo được gọi là Tamagawa Clasico (từ tiếng Tây Ban Nha "Clasico" sử dụng chỉ các trận derby tại Tây Ban Nha và Mỹ Latinh). Hai câu lạc bộ lần đầu gặp nhau năm 1991 tại giải Japan Soccer League Hạng Hai cũ và vẫn tiếp tục khi lên J. League trong những năm 1990. Họ cùng tham dự giải J2 mới năm 1999 và lên hạng cùng nhau, dù cho Frontale xuống hạng ngay sau đó, đến năm 2005 khi họ trở lại họ thường xuyên gặp nhau hàng năm.
Frontale cũng có một đối thủ ở Tamagawa với Tokyo Verdy 1969, đội ban đầu ở Kawasaki sau chuyển tới Chofu, Tokyo năm 2000. Hai đội cùng tham dự JSL Hạng Hai mùa đầu tiên năm 1972 và có 20 mùa (1979 tới 1999) tại đó, sự cạnh tranh bắt đầu vào cuối những năm 1990 khi mà người hâm mộ Kawasaki chuyển từ Verdy sang ủng hộ Frontale, coi đó như một câu lạc bộ của cộng đồng, và kể từ đó vận may cũng đảo chiều Frontale lên hạng cao nhất còn Verdy vật lộn tại hạng hai từ năm 2005.